# Hrabstwo Lawrence (Kentucky)

Piramida wieku hrabstwa

Hrabstwo Lawrence – hrabstwo w USA, w stanie Kentucky. Według danych z 2010 roku, hrabstwo zamieszkiwało 15860 osób. Siedzibą hrabstwa jest Louisa.

## Miasta
- Blaine
- Louisa